# Ludwigshafener SC
Ludwigshafener SC is een Duitse voetbalclub uit Ludwigshafen am Rhein.

## Geschiedenis
De club werd op 19 oktober 1925 opgericht als Allgemeiner Sportverein Hochfeld 1925. De huidige naam werd op 11 mei 1957 aangenomen.
In 1951 promoveerde de club naar de II. Liga Südwest, de tweede klasse onder de Oberliga Südwest. Na een degradatie in 1957 volgde twee promoties op rij waardoor de club in de hoogste klasse terechtkwam bij stadsrivalen SV Phönix 03 en TuRa 1882. In het eerste seizoen werd de club zesde. Het volgende seizoen werd degradatie net vermeden, maar in 1961/62 werd de club zevende. Ook het volgende seizoen werd de zevende plaats bereikt en omdat TuRa achtste eindigde en Phönix een jaar eerder gedegradeerd was werd de club de voor het eerst de beste van de stad. Door de invoering van de Bundesliga als nieuwe hoogste klasse moest de club echter naar de tweede klasse, in de nieuwe Regionalliga Südwest. Na twee middenmootplaatsen degradeerde de club in 1966. De club promoveerde meteen terug, maar kon het behoud niet verzekeren. Tot 1977 speelde de club nog in de Amateurliga. In 2016 zou de club degraderen uit de Verbandsliga Südwest, maar omdat SVN Zweibrücken failliet ging mochten ze nog blijven. Twee jaar later degradeerde de club alsnog.